# 46 pr. n. št.
46 pr. n. št. je bilo leto predjulijanskega rimskega koledarja. V rimskem svetu je bilo znano kot leto sokonzulstva Julija Cezarja in Lepida, pa tudi kot leto 708 ab urbe condita.
To je bilo zadnje leto pred uvedbo julijanskega koledarja, ki ga je z začetkom naslednjega leta razglasil Cezar. Po takratnem (luninem) koledarju s 355 dnevi so Rimljani dodajali prestopni mesec vsakih nekaj let, da bi obdržali skladnost s tropskim letom, vendar so zaradi kaosa, ki je vladal v pozni Rimski republiki zaradi državljanskih vojn, prejšnjih nekaj let pozabili na prakso. V pripravi na uvedbo je Julij Cezar dodal dva dodatna prestopna meseca, zato je imelo leto 46 pr. n. št. na rimskih ozemljih 445 dni. S tem je bilo najdaljše zabeleženo koledarsko leto v zgodovini človeštva, ki je dobilo vzdevek annus confusionis (»leto zmede«). Cezar ga je sicer poimenoval ultimus annus confusionis (»zadnje leto zmede«), a je med ljudstvom prevladovalo mnenje, da dela z menjavo koledarja zmedo on.
Oznaka 46 pr. Kr. oz. 46 AC (Ante Christum, »pred Kristusom«), zdaj posodobljeno v 46 pr. n. št., se uporablja od srednjega veka, ko se je uveljavilo številčenje po sistemu Anno Domini.

## Dogodki
- Cezar predlaga reformo rimskega koledarja. To leto je s pomočjo grških matematikov in astronomov, kot je Sosigen, razvit julijanski koledar, ki stopi v veljavo z začetkom naslednjega leta. Kot standard za merjenje časa v zahodnem svetu ostane v veljavi več kot 1600 let, do leta 1582, ko je uveden gregorijanski koledar.
- Cezar imenuje Oktavijana za svojega naslednika.
- v čast Cezarjevega triumfa nad Galci je organizirano štiridesetdnevno slavje v Rimu.

## Rojstva
- Publij Kvintilij Var, rimski politik in vojskovodja († 9)

## Smrti
- Vercingetoriks, galski poglavar.